# Baza (snooker)
Baza − w snookerze obszar stołu wyznaczony przez prostą równoległą do dolnej bandy, przebiegającą w odległości 29 cali (737 mm) od niej i samą bandę. Prostą tę nazywa się linią bazy. Według przepisów snookerowych do bazy zalicza się także linia bazy. Najważniejszym obszarem wydzielonym z bazy jest pole D, tj. półkole o promieniu 11,5 cala (292 mm), o środku pokrywającym się ze środkiem linii bazy.